# Zygophylax brownei
Zygophylax brownei is een hydroïdpoliep uit de familie Lafoeidae. De poliep komt uit het geslacht Zygophylax. Zygophylax brownei werd in 1924 voor het eerst wetenschappelijk beschreven door Billard. 